# Seznam najdaljših predorov na svetu
Seznam najdaljših predorov na svetu: vsebuje cestne, železniške in metro predore, predore za dostavo vode, ne vsebuje pa plino in naftovodov.

## Seznam najdaljših predorov
| Ime                                                                       | Lokacija                                            | Dolžina [m]          | Tip                          | Leto izgradnje | Opomba                                    |
| ------------------------------------------------------------------------- | --------------------------------------------------- | -------------------- | ---------------------------- | -------------- | ----------------------------------------- |
| Akvadukt Delaware                                                         | New York, ZDA                                       | 137.000              | Za dostavo vode              | 1945           |                                           |
| Vodni predor Päijänne                                                     | Finska                                              | 120.000              | Za dostavo vode              | 1982           | Presek 16 m²                              |
| Vodni predor Dahuofang                                                    | Liaoning, LR Kitajska                               | 85.320               | Za dostavo vode              | 2009           | Premer 8 m, presek 50m²                   |
| Rečni predor Orange–Fish                                                  | Južna Afrika                                        | 82.800               | Za dostavo vode              | 1972           | Presek: 22,5 m²                           |
| Vodni predor Bolmen                                                       | Kronoberg/Scania, Švedska                           | 82.000               | Za dostavo vode              | 1987           | Presek: 8 m²                              |
| Čengdu Metro Line 6                                                       | Čengdu, LR Kitajska                                 | 68.223 m             | Metro                        | 2020           | Najdaljši podzemni/hitri tranzitni predor |
| Predor za hidroelektrarno Neelum Dželum                                   | Muzaffarabad, Azad Kašmir, Pakistan                 | 68.000 m             | Hidroelektrarna              | 2017           | Del 969 MW hidroelektrarne Neelum Dželum  |
| Predor Emisor Oriente                                                     | Ciudad de México, Mehika                            | 62.500               | Kanalizacija                 | 2006-2012      |                                           |
| Guangžouska podzemna železnica: Linija 3                                  | Guangzhou, LR Kitajska                              | 60.400 (brez odseka) | Podzemna železnica           | 2005-2010      | Najdaljši predor podzemne železnice       |
| Bazni predor Gotthard                                                     | Švica                                               | 57.104               | Železniški                   | 2016           | Najdaljši železniški predor               |
| Pekinška podzemna železnica: Linija 10                                    | Peking, LR Kitajska                                 | 57.100               | Podzemna železnica           | 2008-2012      |                                           |
| Predor Seikan                                                             | Cugarujski preliv, Japonska                         | 53.850               | Železniški                   | 1988           | Presek: 74 m²                             |
| Vodni predor Želivka                                                      | Češka                                               | 51.075               | Za dostavo vode              | 1972           | Presek: 5 m²                              |
| Rokavski predor                                                           | Rokavski preliv, Združeno kraljestvo/Francija       | 50.450               | Železniški                   | 1994           | Presek 2×45 m² + 1×18 m²                  |
| Yulhyeon Tunnel                                                           | Seoul Capital Area, Južna Koreja                    | 50.300               | Enocevni predor za železnico | 2016           | 107 m2, del hitre železnice Suseo         |
| Predor Arpa-Sevan                                                         | Armenija                                            | 48.314               | Za dostavo vode              | 1981           |                                           |
| Seulska podzemna železnica, linija 5                                      | Seul, Južna Koreja                                  | 47.600               | Podzemna železnica           | 1995           |                                           |
| Seulska podzemna železnica,, linija 3 (Apgujeong-Ogeum)                   | Seul, Južna Koreja                                  | 47.600               | Podzemna železnica           | 1985-2010      |                                           |
| Pahang – Selangor Raw Water Transfer Project                              | Pahang & Selangor, Malezija                         | 44.600               | Oskrba z vodo                | 2014           | 5,2 m premer                              |
| Vuhan Metro Line 2                                                        | Vuhan, LR Kitajska                                  | 44.347               | Metro                        | 2012-2019      |                                           |
| Tunel 1 Rumene reke                                                       | Šanži, LR Kitajska                                  | 43.670               | Za dostavo vode              | 2011           |                                           |
| Tunel 7 Rumene reke                                                       | Šanži, LR Kitajska                                  | 43.500               | Za dostavo vode              | 2002           |                                           |
| Line 8 (Peking Subway)                                                    | Peking, LR Kitajska                                 | 42.600               | Metro                        | 2012–2021      |                                           |
| Line 15 (Šanghaj Metro)                                                   | Šanghaj, LR Kitajska                                | 42.300               | Metro                        | 2021           |                                           |
| Line 5, Čengdu Metro                                                      | Čengdu, LR Kitajska                                 | 42.300               | Metro                        | 2019           |                                           |
| Line 14 (Peking Subway)                                                   | Peking, LR Kitajska                                 | 42.000               | Metro                        | 2015–2021      |                                           |
| Serpuhovsko-Timirjazevskaja linija (Altufjevo – Bulvar Dmitrija Donskogo) | Moskovska podzemna železnica, Moskva, Rusija        | 41.500               | Podzemna železnica           | 1983–2002      |                                           |
| Madridska podzemna železnica: Linija 12 (Metro Sur)                       | Madrid, Španija                                     | 40.900               | Podzemna železnica           | 1999–2003      |                                           |
| Točo-mae—Šiodome—Hikarigaoka (Linija Toei Oedo)                           | Tokio, Japonska                                     | 40.700               | Podzemna železnica           | 1991–2000      |                                           |
| Šanghajska podzemna železnica: Linija 7                                   | Šanghaj, LR Kitajska                                | 40.200               | Podzemna železnica           | 2009-2011      |                                           |
| Hidroelektrarna Kárahnjúkar                                               | Fljótsdalshreppur, Islandija                        | 39.700               | Hidroelektrični              | 2003–2007      | Premer 7,2-7,6 m, presek 45m²             |
| akvadukt Quabbin                                                          | Massachusetts, ZDA                                  | 39.600               | Za dostavo vode              | 1897–1905      |                                           |
| Šenzenska podzemna železnica: Linija Luobao                               | Šenzen, LR Kitajska                                 | 37.497               | Podzemna železnica           | 2009-2011      |                                           |
| Šenzenska podzemna železnica: linija Šekou                                | Šenzhen, LR Kitajska                                | 36.146               | Podzemna železnica           | 2010-2011      |                                           |
| Predor Davušan                                                            | Junan, LR Kitajska                                  | 36.137               | Za dostavo vode              | 2013           |                                           |
| Kalužsko-Rižskaja Linija (Novojasenevskaja—Babuškinskaja)                 | Moskovska podzemna železnica, Rusija                | 36.100               | Podzemna železnica           | 1958–1990      |                                           |
| Šanghajska podzemna železnica: Linija 10                                  | Šanghaj, LR Kitajska                                | 36.000               | Podzemna železnica           | 2010           |                                           |
| Singapurska podzemna železnica, krožna linija                             | Singapur                                            | 35.700               | Podzemna železnica           | 2012           |                                           |
| Busanska podzemna železnica: Linija 2 (Dongvon—Jangsan)                   | Busan, Južna Koreja                                 | 35.500               | Podzemna železnica           | 1999-2002      |                                           |
| Seulska podzemna železnica: Linija 6                                      | Seul, Južna Korjea                                  | 35.100               | Podzemna železnica           | 2001           |                                           |
| Seoulska podzemna železnica: Linija 7 (Cheongdam—Bupyeong-gu)             | Seul, Incheon, Bucheon in Gwangmyeong, Južna Koreja | 35.100               | Podzemna železnica           | 2000-2012      |                                           |
| Bazni predor Lötschberg                                                   | Švica                                               | 34.577               | Železniški                   | 2007           |                                           |